# Hans Bickel (Linguist)

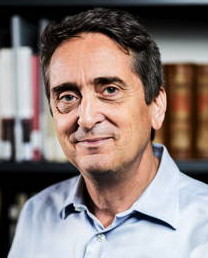
Hans Bickel (2012)

Hans Bickel (* 8. Februar 1957 in Blonay) ist ein Schweizer Germanist. Er war Redaktor am Schweizerischen Idiotikon (und drei Jahre dessen Chefredaktor) sowie Titularprofessor an der Universität Basel. Schwerpunkte seiner Tätigkeit sind Variationslinguistik, Lexikographie sowie Digital Humanities.

## Leben
Bickel verbrachte seine ersten Jahre im Kanton Waadt, wo seine bernstämmigen Eltern als Landwirte tätig waren. Die Schulen besuchte er im Berner Seeland, und anschliessend studierte er in Basel Germanistik, Ethnologie und Volkskunde; das Lizentiat bestand er 1984. Promoviert wurde er 1994 auf Antrag von Robert Schläpfer mit einer Arbeit über die Traditionelle Schiffahrt auf den Gewässern der deutschen Schweiz, die auf den Daten des Sprachatlasses der deutschen Schweiz aufbaute. Zuvor, 1990, hatte er ein Jahr in den Vereinigten Staaten verbracht, wo er an der Purdue University in West Lafayette, Indiana, am Natural Language Processing Laboratory arbeitete. Von 1993 bis 1996 wirkte er unter Rudolf Trüb am Sprachatlas der deutschen Schweiz mit.
Von 2005 bis zu seiner Pensionierung 2022 arbeitete Bickel als Redaktor am Schweizerischen Idiotikon in Zürich, das er von 2019 bis 2022 zusammen mit Christoph Landolt leitete. Mit einer Sammelhabilitation wurde er 2006 an der Universität Basel Privatdozent, und von 2012 bis 2022 wirkte er dort – parallel zu seiner Arbeit am Idiotikon – als Titularprofessor.

## Wirken
Bickel initiierte den digitalen Zugang zum Schweizerdeutschen Wörterbuch sowie dessen digitales Semantikregister. An der Universität Basel war seine bedeutendste Aufgabe das trinationale Projekt Variantenwörterbuch des Deutschen, als dessen Schweizer Leiter er von 1997 bis 2004 und, für die Neuausgabe, von 2012 bis 2015 wirkte. Überdies war er dort an verschiedenen Projekten des Schweizerischen Nationalfonds beteiligt.
Von 2006 bis 2022 war er für ortsnamen.ch – Datenbank der schweizerischen Namenbücher zuständig, eine Plattform der schweizerischen Ortsnamenkunde, die heute vom Schweizerischen Idiotikon unterhalten wird. Seit 2016 ist er Projektleiter des Solothurnischen Orts- und Flurnamenbuches. Zuvor hatte Bickel während längerer Zeit als Stiftungsrat für das Namenbuch der Gemeinden des Kantons Basel-Landschaft geamtet, das 2017 herauskam.
Bickel ist seit 2003 Mitglied und seit 2017 Präsident des Dudenausschusses des Schweizerischen Vereins für die deutsche Sprache, eines Gremiums, das als offizieller Schweizer Ansprechpartner der Duden-Redaktion dient und für die Repräsentation des Schweizerhochdeutschen in den lexikographischen Publikationen des Verlags zuständig ist. Weiter war er bis 2022 ständiges Mitglied im Ständigen Ausschuss für geographische Namen und ist Beirat der Internationalen Gesellschaft für Dialektologie des Deutschen, des Wörterbuchs der bairischen Mundarten in Österreich und des Zentrums für digitale Lexikographie der deutschen Sprache.

## Publikationen (Auswahl)
Schweizerisches Idiotikon und Sprachatlas der deutschen Schweiz
- Wortartikel in den Bänden XVI und XVII des Schweizerischen Idiotikons; unter anderem die Artikel (zumeist einschliesslich der zugehörigen Zusammensetzungen und Ableitungen) Worg (mit worgen usw.), Wurg (mit würgen usw.), Wart (mit Bannwart usw.), Wasser (mit der ersten Hälfte der Zusammensetzungen), Wüsch (mit wüschen), die Zusammensetzungen mit -zue (ohne Simplex), Zäch («Zecke») und Zëch («Zeche», mit zëche, Zëchete).
- Wortkarten in Band VIII, Kapitel Wald- und Forstwirtschaft, des Sprachatlasses der deutschen Schweiz; unter anderem die Karten fällen (einen Baum), Axt, Axtstil, Sensenstil, Dreschflegelstil, Beil, Feile, Kette, Keil (zweimal), pflügen und Furche.

Monographien
- zusammen mit Christoph Landolt: Duden. Schweizerhochdeutsch. Wörterbuch der Standardsprache in der deutschen Schweiz. Hrsg. vom Schweizerischen Verein für die deutsche Sprache. Dudenverlag, Mannheim/Zürich 2012. 2., vollständig überarbeitete und erweiterte Auflage Dudenverlag, Berlin 2018.
- Traditionelle Schiffahrt auf den Gewässern der deutschen Schweiz. Wort und Sache nach den Materialien des Sprachatlasses der deutschen Schweiz. Sauerländer, Aarau/Frankfurt/Salzburg 1995 (Reihe Sprachlandschaft 17) (PDF).

Aufsätze
- zusammen mit Lorenz Hofer und Sandra Suter: Variantenwörterbuch des Deutschen – NEU. Dynamik der deutschen Standardvariation aus lexikografischer Sicht. In: Roland Kehrein, Alfred Lameli und Stefan Rabanus (Hrsg.): Regionale Variation des Deutschen. Projekte und Perspektiven. de Gruyter, Berlin 2015, S. 541–562.
- zusammen mit Lorenz Hofer: Gutes und angemessenes Standarddeutsch in der Schweiz. In: Karina Schneider-Wiejowski, Birte Kellermeier-Rehbein und Jakob Haselhuber (Hrsg.): Vielfalt, Variation und Stellung der deutschen Sprache. Walter de Gruyter, Berlin/Boston 2013, S. 79–100.
- Fortschreitende Digitalisierung. Neue Zugriffe auf das Idiotikon. In: Schweizerische Akademie der Geistes- und Sozialwissenschaften (Hrsg.): 150 Jahre Schweizerisches Idiotikon: Beiträge zum Jubiläumskolloquium in Bern, 15. Juni 2012. Bern 2013, S. 121–134 (PDF).
- zusammen mit Markus Gasser, Annelies Häcki Buhofer, Lorenz Hofer und Christoph Schön: Schweizer Text Korpus – Theoretische Grundlagen, Korpusdesign und Abfragemöglichkeiten. In: Annelies Häcki Buhofer (Hrsg.): Fortschritte in Sprach- und Textkorpusdesign und linguistischer Korpusanalyse II. In: Linguistik online 39 (3/2009), S. 5–31. DOI:10.13092/lo.39.474 (bop.unibe.ch).
- Idiotikon digital. Überlegungen zu einer elektronischen Ausgabe des Schweizerdeutschen Wörterbuchs. In: Schweizerdeutsches Wörterbuch. Schweizerisches Idiotikon. Bericht über das Jahr 2006. [Zürich 2007], S. 13–26 (PDF).
- Deutsch in der Schweiz als nationale Varietät des Deutschen. In: Sprachreport 4, 2000, S. 21–27 (PDF).
- Dialekt – lokale Schreibsprache – überregionale Drucksprache. Sprachnormen in Basel am Ende des 16. Jahrhunderts. In: Edith Funk, Werner König, Manfred Renn (Hrsg.): Bausteine zur Sprachgeschichte. Referate der 13. Arbeitstagung zur alemannischen Dialektologie, 29. September bis 3. Oktober in Augsburg. Winter, Heidelberg 2000, S. 29–42 (PDF).
- Die Fachsprache der Fischerei im Schweizerdeutschen. In: L. Hoffmann, H. Kalverkämper und H. E. Wiegand (Hrsg.): Fachsprachen. Languages for special purposes. Ein internationales Handbuch zur Fachsprachenforschung und Terminologiewissenschaft. de Gruyter, Berlin / New York 1998, S. 1115–1120 (Handbücher zur Sprach- und Kommunikationswissenschaft 14).

Herausgeberschaft
- zusammen mit Ulrich Ammon und Alexandra N. Lenz: Variantenwörterbuch des Deutschen. Die Standardsprache in Österreich, der Schweiz, Deutschland, Liechtenstein, Luxemburg, Ostbelgien und Südtirol sowie Rumänien, Namibia und Mennonitensiedlungen. 2., völlig neu bearbeitete und erweiterte Auflage. de Gruyter, Berlin 2016.
- zusammen mit Ulrich Ammon und Jakob Ebner: Variantenwörterbuch des Deutschen. Die Standardsprache in Österreich, der Schweiz und Deutschland sowie in Liechtenstein, Luxemburg, Ostbelgien und Südtirol. de Gruyter, Berlin 2014.
- zusammen mit Robert Schläpfer: Die viersprachige Schweiz. Mit Beiträgen von Walter Haas, Pierre Knecht, Ottavio Lurati, Jachen Curdin Arquint, Ricarda Liver, Werner Carigiet, Bruno Pedretti. Sauerländer, Aarau/Frankfurt/Salzburg 2000 (Reihe Sprachlandschaft 25).
- Mehrsprachigkeit eine Herausforderung. Mit Beiträgen von Reinhard Bichsel, Hans Bickel, Bernard Cathomas, Urs Dürmüller, Natalie Patthey, Bruno Pedretti, Robert Schläpfer, Beat Schmid und Federico Spiess. Sauerländer, Aarau/Frankfurt/Salzburg 1994 (Reihe Sprachlandschaft 13).

## Fussnoten
1. ↑  SNF-P3-Projekte, an denen Hans Bickel beteiligt ist/war.
2. ↑  ortsnamen.ch
3. ↑  Stiftung für Orts- und Flurnamenforschung Baselland (Memento vom 11. September 2017 im Internet Archive)
4. ↑  Schweizerischer Dudenausschuss (Memento des Originals vom 25. Januar 2020 im Internet Archive)  Info: Der Archivlink wurde automatisch eingesetzt und noch nicht geprüft. Bitte prüfe Original- und Archivlink gemäß Anleitung und entferne dann diesen Hinweis.
5. ↑  Prof. Dr. Hans Bickel auf idiotikon.ch

| Personendaten    | Personendaten                                        |
| ---------------- | ---------------------------------------------------- |
| NAME             | Bickel, Hans                                         |
| KURZBESCHREIBUNG | Schweizer Germanist, Lexikograph und Hochschullehrer |
| GEBURTSDATUM     | 8. Februar 1957                                      |
| GEBURTSORT       | Blonay                                               |